# Nonyma strigata
Nonyma strigata är en skalbaggsart som först beskrevs av Francis Polkinghorne Pascoe 1864.  Nonyma strigata ingår i släktet Nonyma och familjen långhorningar. Inga underarter finns listade i Catalogue of Life.